# جلكى نهرية إغريقية
جلكى إغريقية (الاسم العلمي:Eudontomyzon graecus) هي نوع من الحيوانات المائية يتبع جنس جلكى مسننة من فصيلة الجلكية.